# Sredor
Sredor (cyr. Средор) – wieś w Serbii, w okręgu jablanickim, w gminie Vlasotince. W 2011 roku liczyła 201 mieszkańców.